# All You Need Is Love
"All You Need Is Love" là ca khúc được viết bởi John Lennon, được ghi chung cho Lennon-McCartney. Đây là một ca khúc đặc biệt được ban nhạc hát trực tiếp cho chương trình Our World – chương trình trực tiếp trên toàn thế giới đầu tiên của lịch sử truyền hình. Chương trình này được phát sóng qua vệ tinh vào ngày 25 tháng 6 năm 1967 với hơn 400 triệu người xem ở 26 quốc gia. Đài BBC là những người đã đề nghị The Beatles viết ca khúc này nhằm tôn vinh những đóng góp của nước Anh.